# Ugo Pecchioli
Ugo Pecchioli (Torino, 14 gennaio 1925 – Roma, 13 ottobre 1996) è stato un partigiano e politico italiano, senatore della Repubblica dal 25 maggio 1972 al 14 aprile 1994 per il Partito Comunista Italiano prima e per il Partito Democratico della Sinistra poi.

## Biografia
Nato a Torino, ma di discendenze toscane, sviluppa le sue idee antifasciste sotto l'influsso del padre e di un professore, Alfredo Corti, che viene condannato al confino per aver rifiutato di firmare il giuramento di fedeltà al regime fascista; ancora studente al liceo classico Massimo d'Azeglio, costituisce un primo nucleo antifascista clandestino con Giorgio Elter e si distingue per l'attività a sostegno degli operai in sciopero.
Arrestato il 25 luglio 1943 per aver manifestato alla caduta del fascismo, riesce a fuggire dopo l'8 settembre 1943 ed espatria nella Confederazione Elvetica, dove incontra altri fuorusciti che lo aiutano a rientrare ed a costituire la formazione partigiana "Arturo Verraz" della val di Cogne: matura in quel periodo la scelta di aderire al PCI. Si distingue in numerosi combattimenti, riuscendo anche a far rientrare dalla Svizzera Walter Fillak con altri antifascisti: costretto da un grande rastrellamento a riparare nella vicina Francia, da poco liberata, rientra poi in Italia e, divenuto Capo di Stato maggiore della 77ª Brigata Garibaldi, mantiene i contatti tra la Francia e le zone dell'Italia liberata.
Nella primavera del 1945 partecipa alla battaglia per la liberazione di Torino: le sue azioni gli valgono l'assegnazione di due Croci al Valor Militare.

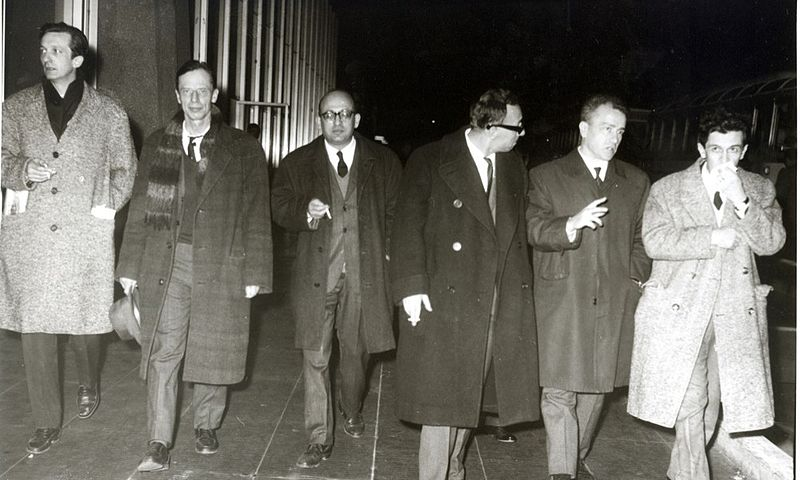
Pecchioli in compagnia della dirigenza del Partito Comunista Italiano: da sinistra, Pecchioli, Giuliano Pajetta, Sandro Curzi, Luigi Pintor, Pietro Ingrao ed Enrico Berlinguer, 1965.

Dopo il 1945 riprende gli studi e si laurea in giurisprudenza, continuando nella battaglia politica con incarichi nel PCI a livello regionale e nazionale: fino al 1955 è membro della segreteria nazionale della FGCI, dirigendo, insieme a Dario Valori, Pattuglia, il settimanale della gioventù democratica, di ispirazione social-comunista. Nel PCI diviene segretario in Piemonte fino al 1970; tra il 1960 e il 1970 è anche consigliere comunale a Torino.
Membro della direzione nazionale fino al 1983, è stato responsabile della sezione problemi dello Stato; dal 1972 al 1992 è ininterrottamente eletto al Senato, ove si impegna sulle questioni al centro dei suoi interessi politici: la riforma dello Stato, la lotta alla mafia e alla criminalità organizzata, la lotta al terrorismo e la difesa dell'ordinamento democratico.
Come esperto di problemi di sicurezza e di ordine pubblico, fu spesso definito il "Ministro degli Interni" del Pci.
Nel 1989 è tra i sostenitori della svolta della Bolognina del PCI e partecipa alla costituzione del nuovo soggetto politico, il PDS, di cui - nel 1992 - diviene il coordinatore parlamentare dell'iniziativa politica sulla lotta alla mafia e alla criminalità organizzata.	
È stato membro della commissione parlamentare d'inchiesta sul caso Moro e ha fatto parte della delegazione italiana all'Assemblea parlamentare del Consiglio d'Europa e nell'Unione europea occidentale.
È stato membro del Consiglio Nazionale dell'ANPI.
Un “fondo” di importanti documenti di Ugo Pecchioli è raccolto presso la Fondazione Gramsci.

## Opere
- PCI '70. I comunisti in cinquant'anni di storia (con Luigi Longo e Alessandro Natta), Roma.
- La riforma democratica delle forze armate (curatore, con Aldo D'Alessio), Editori Riuniti, Roma, 1974.
- Mafia e corruzione. Un libro scritto da 150.000 italiani (con Marco Marturano), Franco Angeli, Milano, 1994. ISBN 88-204-8672-5
- Tra misteri e verità. Storia di una democrazia incompiuta, (con Gianni Cipriani), Baldini & Castoldi, Milano, 1995. ISBN 88-8089-019-0

## Fonti
- Ugo Pecchioli, dal sito dell'ANPI, su anpi.it.
- Ugo Pecchioli, dal sito della Fondazione Gramsci [collegamento interrotto], su fondazionegramsci.org.